# 黑喉绿阔嘴鸟
黑喉绿阔嘴鸟（学名：Calyptomena whiteheadi）是阔嘴鸟科绿阔嘴鸟属的一种，分布于马来西亚和印度尼西亚。该物种的保护状况被评为无危。
黑喉绿阔嘴鸟的平均体重约为156.5克。栖息地包括亚热带或热带的湿润低地林和亚热带或热带的湿润山地林。